# JDE Peet’s
JDE Peet’s — нидерландская компания, производитель кофе и чая. Компании принадлежит более 50 брендов, включая Peet's, Jacobs, L’OR, Senseo, Tassimo, Douwe Egberts, Old Town, Super, Pickwick, Moccona, Maxwell House. Контролируется холдинговой компанией JAB Holding Company. Штаб-квартира расположена в Амстердаме.

## История
Основными предшественниками являются компании Douwe Egberts, основанная в Яуре (Нидерланды) в 1753 году, Jacobs, основанная в Бремене (Германия) в 1895 году и Peet’s Coffee начавшая работу в Беркли (Калифорния) в 1966 году.
В 2012 году в Люксембурге была зарегистрирована холдинговая компания JAB Holding Company. В том же году она купила компанию Peet’s Coffee. В 2013 году JAB за 7,5 млрд евро приобрела нидерландского производителя кофе D.E Master Blenders (преемника Douwe Egberts). В мае 2014 года было объявлено о его слиянии с кофейным бизнесом компании Mondelēz International, в результате была создана новая компания Jacobs Douwe Egberts, контролируемая JAB; сделка была завершена в мае 2015 года. Также в этот период были куплены и присоединены к Peet’s Coffee ещё несколько американских производителей кофе и чая — Mighty Leaf Tea в 2014 году, Stumptown Coffee и Intelligentsia Coffee & Tea в 2015 году.
В декабре 2019 года Jacobs Douwe Egberts была объединена с Peet’s Coffee в JDE Peet’s.
В январе 2024 года за 682 млн евро была куплена бразильская компания Alimentícias Maratá, производитель кофе и чая под брендами Café Maratá и Chá Maratá. В ноябре 2024 года JAB Holding Company за 2,16 млрд евро приобрела у Mondelēz International оставшиеся акции, увеличив свою долю до 67,68 %.

## Собственники и руководство
С мая 2020 года акции компании котируются на бирже Euronext Amsterdam. Контролирующим акционером (67,68 % акций) является люксембургская холдинговая компания JAB Holding Company через несколько промежуточных структур (Acorn Holdings B.V., JAB Coffee & Beverages B.V., Jab Forest B.V.).
Руководство:
- Герд Петер Харф (Gerd Peter Harf, род. 9 мая 1946 года) — председатель совета директоров. Также является управляющим партнёром и председателем JAB Holding, председателем компании Coty, в прошлом был вице-председателем Reckitt Benckiser и председателем Anheuser-Busch InBev.
- Рафаэль Оливейра (Rafael Oliveira) — генеральный директор с ноября 2024 года, ранее работал в Kraft Heinz[10].

## Деятельность

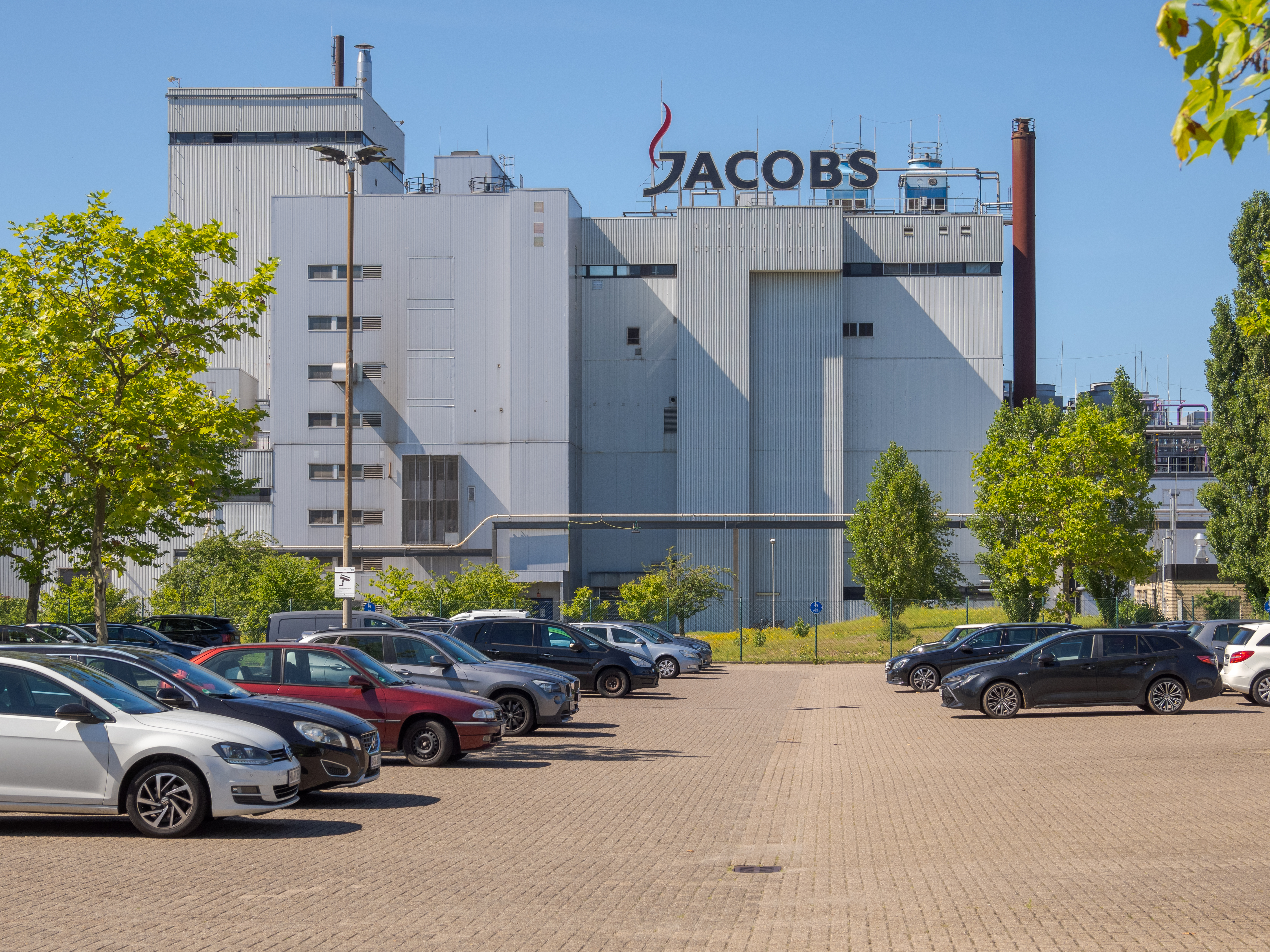
Фабрика Jacobs Douwe Egberts в Бремене

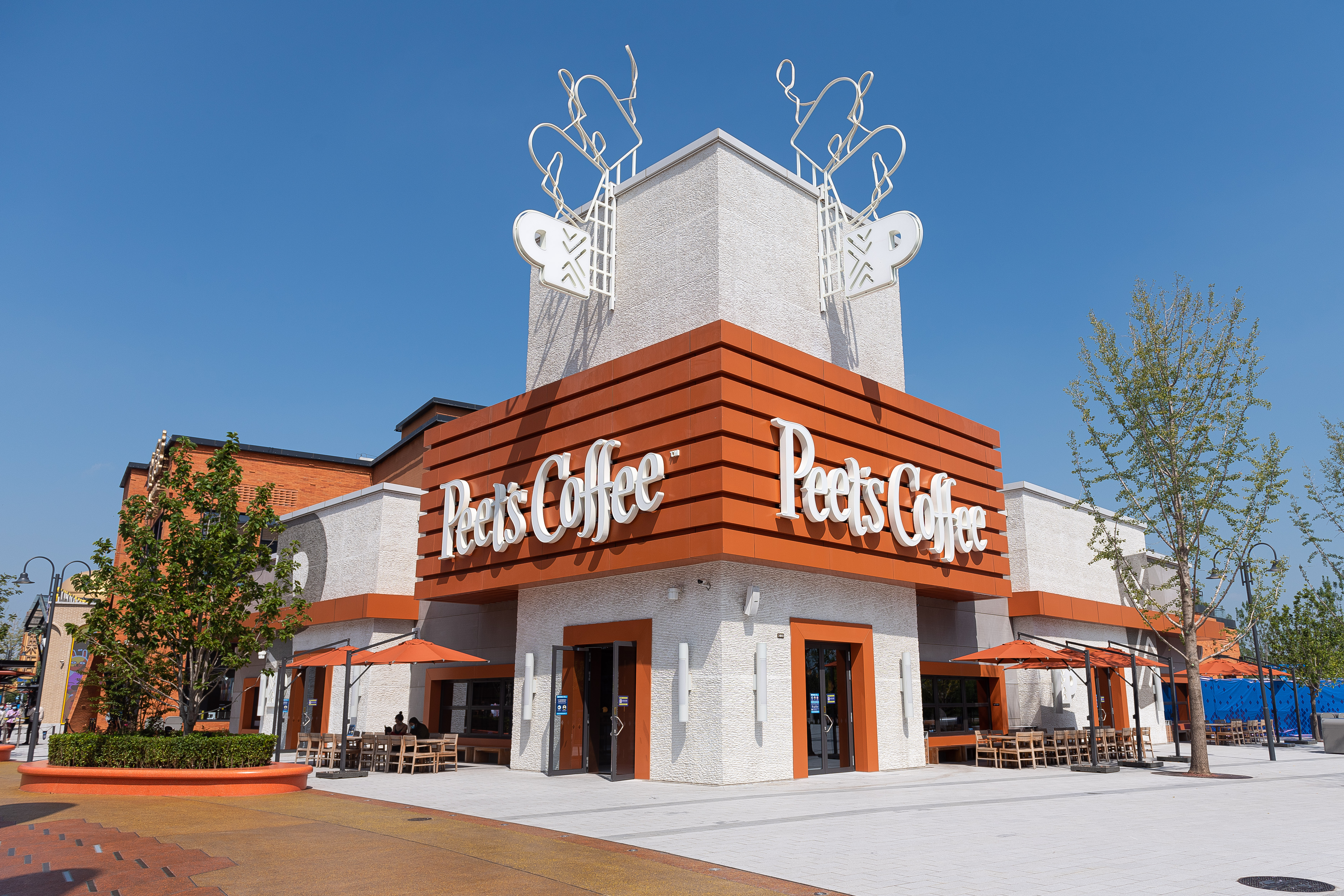
Магазин Peet’s Coffee в Пекине

Компания JDE Peet’s производит растворимый кофе, обжаренный кофе в зёрнах, молотый кофе, кофе в капсулах, кофейные концентраты, готовые кофейные напитки, чай и ройбос. У компании есть своя розничная сеть, в 2023 году она насчитывала 658 кофейных магазинов под названиями Peet’s, Intelligentsia, Stumptown (США и КНР), OldTown (Малайзия, Индонезия, Сингапур, Гонконг), 12Oz (Италия), Campos (Австралия). Компании принадлежит более 50 брендов, в частности: глобальные L’OR и Peet’s; региональные Jacobs, Douwe Egberts, Tassimo, Senseo, Pickwick, Moccona, Super и OldTown; локальные Marcilla, Gevalia, Friele, Bravo, Kenco, Pilão, Paloma, Café Pelé, Owl и Cafax. Также имеет права на бренд Maxwell House вне Северной Америки.
Подразделения компании по состоянию на 2024 финансовый год:
- Europe — деятельность в Западной и Центральной Европе; 53 % выручки;
- LARMEA — деятельность в Латинской Америке, России, Восточной Европе, на Ближнем Востоке и в Африке; 23 % выручки;
- Peet’s — деятельность в США и Канаде и собственная розничная сеть; 14 % выручки;
- APAC — деятельность в Азиатско-Тихоокеанском регионе; 9 % выручки.

Выручка компании за 2024 год составила 8,84 млрд евро, крупнейшими рынками сбыта были США (13 %), Франция (12 %), Бразилия (11 %), Германия (9 %) и Нидерланды (9 %). На кофе пришлось 85 % выручки, на чай — 3 %, на другие напитки — 10 %, на услуги — 2 %.
JDE Peet’s перерабатывает около 8 % производимых в мире кофейных зёрен. Компании принадлежит 42 предприятия в 24 странах, продукция продаётся в более чем 100 странах.
В списке крупнейших публичных компаний мира Forbes Global 2000 за 2024 год JDE Peet’s заняла 1420-е место.